# Бырлэдяну, Йон
Йон Бырлэдяну (рум. Ion Bîrlădeanu; 1 августа 1958) — румынский гребец на байдарке , бронзовый призёр Олимпийских игр 1980 года в Москве, чемпион мира 1979 года.

## Биография
В 1979 году на Чемпионате мира в Дуйсбурге в паре с Никушором Ешану стал чемпионом в заплыве байдарок-двоек на 10 километров.
В 1980 году на Олимпийских играх в Москве пришёл третьим в одиночном заплыве на 1000 метров.